# Radim Turek
Radim Turek (* 27. listopadu 1970) je český politik, v 90. letech 20. století a počátkem 21. století poslanec Poslanecké sněmovny za ČSSD.

## Biografie
V roce 1996 absolvoval filozofickou fakultu Ostravské univerzity.
Ve volbách v roce 1996 byl zvolen do poslanecké sněmovny za ČSSD (volební obvod Severomoravský kraj). Mandát obhájil ve volbách v roce 1998 (volební obvod Moravskoslezský kraj) a ve volbách v roce 2002, ve sněmovně setrval do voleb v roce 2006. V letech 1996–1998 byl členem sněmovního výboru pro vědu, vzdělání, kulturu, mládež a tělovýchovu a zasedal také v petičním výboru sněmovny. Po znovuzvolení v roce 1998 se stal členem výboru pro obranu a bezpečnost, nadále pak zasedal ve výboru pro vědu, vzdělání, kulturu, mládež a tělovýchovu, kde se stal předsedou podvýboru pro mládež. Po druhé obhajobě mandátu zasedal ve výboru pro obranu a bezpečnost a byl členem stále komise pro kontrolu BIS (Bezpečnostní informační služba).[zdroj?]
V komunálních volbách kandidoval poprvé ještě jako student, tehdy na nevolitelném místě v roce 1994 za ČSSD do zastupitelstva města Třinec. V letech 1998–2002 byl dvakrát zvolen do zastupitelstva obce Návsí, kde kandidoval jako poslanec parlamentu ČR. V roce 2006 opět kandidoval do zastupitelstva města Třinec, kam byl tentokrát úspěšně zvolen. Podruhé byl v Třinci zvolen na celkově vítězné kandidátce v komunálních volbách roku 2010. Profesně se k roku 2006 uváděl jako učitel, k roku 2010 coby odborný poradce.

## Politická a pracovní kariéra
Radim Turek se začal aktivně angažovat v politice již záhy po listopadu 1989, do sociální demokracie vstoupil v březnu 1990. Postupně prošel mnoha stranickými funkcemi, především v organizaci Mladí sociální demokraté. V roce 1996 byl zvolen poslanecké sněmovny jako jeden z nejmladších poslanců (25 let). Vzhledem ke své původní profesi učitele se nejprve aktivně věnoval školství. Později se však stal výrazným poslancem v oblasti branně bezpečnostní problematiky. Několikrát byl uváděn jako možný kandidát na ministra obrany.[zdroj?]
Mezi jeho nejvýraznější legislativní aktivity patří schválené novelizované zákony č. 39/2000 Sb., o poskytnutí jednorázové peněžní částky účastníkům národního boje za osvobození a později novelizovaný zákon č. 357/2005 Sb., o poskytnutí peněžní částky účastníkům domácího a zahraničního odboje. V roce 2005 navrhoval novelu zákona o institutu korunního svědka. Novela nakonec i přes souhlas vlády sněmovnou těsně ve třetím čtení neprošla.[zdroj?]
V roce 1999/2000 spoluzakládal Sdružení Jagello 2000, které se jako nezisková organizace na poli bezpečnostní problematiky stalo pořadatelem  Dnů NATO, která se konají každoročně na mošnovském letišti u Ostravy.[zdroj?]
Ve volbách v roce 2006 se mu již nepodařilo obhájit poslanecký mandát, přestože patřil podle preferenčních hlasů, kterých obdržel 8426 (volič mohl podle volebního zákona udělit dva preferenční hlasy), k celorepublikově volebně nejúspěšnějším kandidátům ČSSD. Jeho kandidaturu výrazně poznamenaly silné vnitrostranické spory s členy frýdecko-místecké organizace v čele s poslancem Petrem Rafajem. Turek se ocitl až na 15. místě moravskoslezské kandidátky ČSSD.[zdroj?]
V letech 2007–2010 byl poradcem pro bezpečnost na ministerstvu zahraničních věcí.[zdroj?]
V roce 2013 kandidoval do poslanecké sněmovny, nebyl zvolen. Při vnitrostranickém tzv. lánském puči, se postavil výrazně na stranu tehdejšího předsedy Bohuslava Sobotky.[zdroj?]
Následně se vrátil na pozici bezpečnostního poradce ministra zahraničí, kde působil v letech 2014–2016. Zároveň byl ve stejném období i bezpečnostním poradcem ministra vnitra.[zdroj?]
Pravděpodobně právě jeho silný vliv v oblasti bezpečnosti a tajných služeb, vedl postupně ke sporům s ministrem vnitra a premiérem o kontroverzní reformu útvarů policie a elitního útvaru pro odhalovaní organizovaného zločinu (ÚOOZ). K těmto sporům se přidala i celkově neutěšená situace a nepřekonatelné stranické spory uvnitř sociální demokracie, kvůli kterým opustil koncem roku 2016 sociální demokracii. Spolu s nim postupně odešla asi polovina členů v jeho okresní organizaci.[zdroj?]